# Гринвальд, Маргарита Константиновна
Маргари́та Константи́новна Гринвальд (10 октября 1891 года, Санкт-Петербург — 10 февраля 1968 года, Ленинград) — историк, ученица и близкий друг академика Тарле, участница «Кружка молодых историков».

## Биография
Маргарита Константиновна Гринвальд родилась 10 октября 1891 года в семье петербургского адвоката Константина Михайловича Гринвальда. Достоверно неизвестно, родилась ли Маргарита от первого или второго брака отца. Второй супругой овдовевшего Константина Гривальда была американка, о которой в советские годы Маргарита, по понятным причинам, старалась не упоминать, но в частной переписке с друзьями называла её мамой: «Приехала мама, и я стала американкой по своей хамелеонской натуре» (из письма Максимилиану Волошину). Неизвестны также обстоятельства знакомства Маргариты с кругом поэта Волошина, но это были тесные дружеские связи, в частности, в 1909 году Маргарита провела лето на даче Волошина в Коктебеле, где в это же время гостили Алексей Толстой, Николай Гумилёв.
Выпустившись из гимназии Стависской в Петербурге с золотой медалью, Маргарита Гринвальд продолжила учёбу на Бестужевских курсах по группе философии, которые окончила в 1916 году. По окончании курсов подрабатывала ведением частных уроков по иностранным языкам, с 1920 года — преподавала английский язык в Электротехническом институте и Институте народного хозяйства в Петрограде. Одновременно с 1920 года Маргарита Гринвальд была зачислена аспиранткой кафедры Новой истории Петроградского университета. В аспирантуре под руководством профессора Е. В. Тарле с Маргаритой занимались дочери академика С. Ф. Платонова — Нина и Наталья. Вместе с ними Маргарита стала участницей Кружка молодых историков, начавшего свою работу зимой 1921 года и объединившего молодых выпускников и аспирантов петроградских высших учебных заведений.
Отличные знания иностранных языков помогали Маргарите не только подрабатывать преподаванием и репетиторством, но и переводами статей и мемуаров для периодических изданий, а также зарубежной литературы, в частности, в 1925 году в её переводе был издан роман Джека Лондона «Маленькая хозяйка большого дома». Она также активно публиковалась с историческими исследованиями и рецензиями в независимых исторических периодических изданиях Петрограда тех лет. В 1925 и 1927 годах Гринвальд была командирована для работы в архивах и библиотеках Англии и Франции. Участница кружка молодых историков Н. С. Штакельберг вспоминала, как Маргарита делала доклад на заседании кружка по результатам её зарубежных командировок. Руководитель кружка С. И. Тхоржевский посвятил Маргарите шуточные стихи:

Здесь в лорнет глядит она,

А умом погружена

в мир вождей великих бриттов

Дизраэля, Фокса, Питта….

Это Гринвальд Маргарита.
Круг интересов и общения Маргариты Гринвальд не ограничивался участием в заседаниях Кружка молодых историков, она также посещала собрания учеников профессора Н. И. Кареева — Кружок новых историков и собрания религиозно-философского кружка «Воскресение» профессоров А. А. Мейера и Г. П. Федотова. К концу 1920-х годов коммунистические власти СССР приняли решение положить конец относительно свободному существованию независимых объединений учёных и либерально настроенной молодёжи Петрограда, а также независимой от властей научной прессы. Органы ОГПУ начали сбор материалов и подготовку к уголовным делам против виднейших академиков и профессоров общественных наук и их учеников. Кружок «Воскресение» первым попал под репрессии — его члены были названы участниками монархистского заговора, в начале 1929 года все они были арестованы. Попытки заступиться за Гринвальд со стороны профессоров Тарле и Рязанова не могли дать никакого результата — до ареста самого Тарле в рамках разворачивающегося «Академического дела» оставались считанные месяцы.
Летом 1929 года Маргарита Гринвальд была приговорена к 5 годам заключения, отбывать которые была отправлена в печально знаменитый Соловецкий лагерь. В 1930 году её ненадолго этапировали обратно в Ленинград для дачи показаний по Академическому делу, но затем вновь вернули на Соловки. Отбыв полностью пятилетний срок, Гринвальд вернулась в Ленинград в 1934 году, но после убийства Кирова в 1935 году была выслана в Уфу. В 1936 году ей удалось устроиться преподавателем английского языка в Сельскохозяйственном институте. В 1939 году Гринвальд перебралась в Иваново, где также преподавала английский язык в педагогическом институте.
В 1944 году Евгений Тарле, преподававший в это время в Московском университете, помог Гринвальд сначала сдать кандидатский минимум в МГУ, а в сентябре 1945 года — перевестись на должность преподавателя английского в Ленинградский университет. В послевоенную волну репрессий Гринвальд было предписано покинуть Ленинград с правом поселения не ближе 101 километра от столиц. Она уже готовилась вернуться в Иваново, но в этот раз заступничество Тарле оказалось более действенным, и Маргарите удалось остаться в Ленинграде. В 1947 году она выступила с защитой кандидатской диссертации, посвящённой политике Великобритании во времена русско-турецкой войны 1877—1878 годов, не утверждённой впоследствии ВАКом. Начавшаяся вскоре кампания против «безродных космополитов» привела к увольнению из ЛГУ сначала Тарле, а затем и его ученицы. К этому времени Маргарита Гринвальд уже достигла пенсионного возраста, но из-за жизненных перипетий ей не хватало необходимого стажа для начисления пенсии. К счастью, ей вскоре разрешили преподавать английский язык в университете, а в 1952 году Тарле добился права повторной защиты диссертации — на этот раз в Московском педагогическом институте. В 1956 году Гринвальд смогла оформить пенсию, продолжив тем не менее подрабатывать переводами и частными уроками языков.
После смерти в 1955 году её учителя и близкого друга академика Тарле Маргарита Гринвальд в течение многих лет принимала активное участие в разборе архива знаменитого историка и подготовке к печати его неопубликованных трудов. В круг её общения входили переводчик Лозинский и поэт Ахматова, она также навещала в доме инвалидов свою давнюю знакомую по кружку молодых историков Маргариту Либталь. Маргарита Гринвальд умерла в Ленинграде 10 февраля 1968 года, отпевание было проведено в Никольском соборе.